# 40 Pułk Piechoty (austro-węgierski)

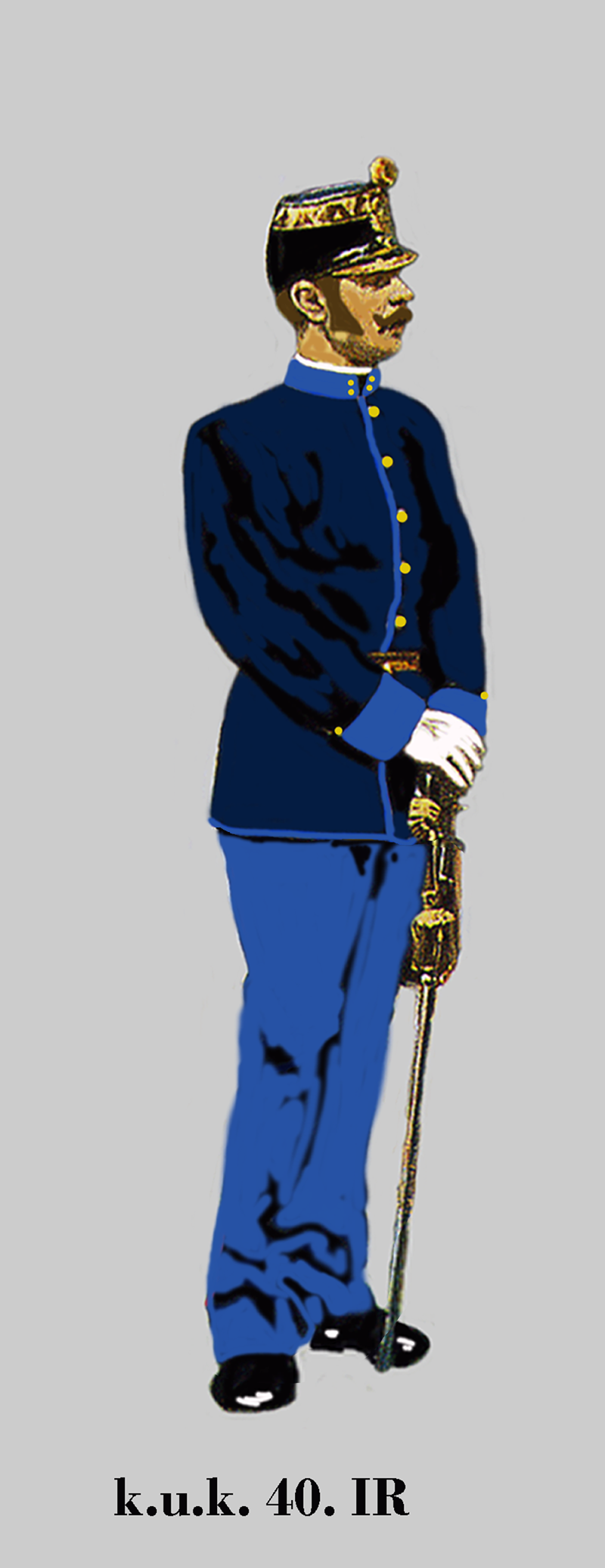
Porucznik IR. 40 w mundurze paradnym

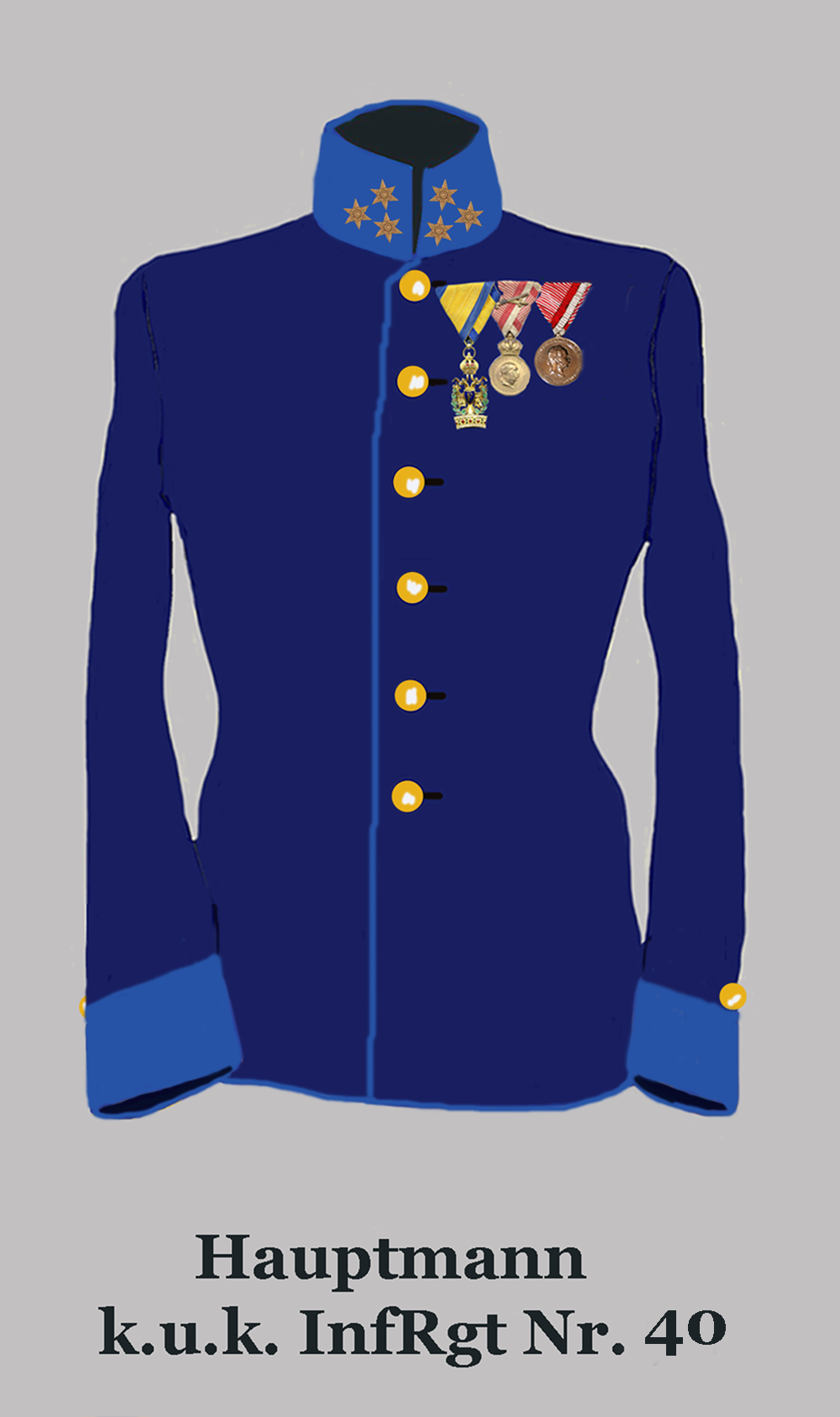
Kurta munduru kapitana IR, 40

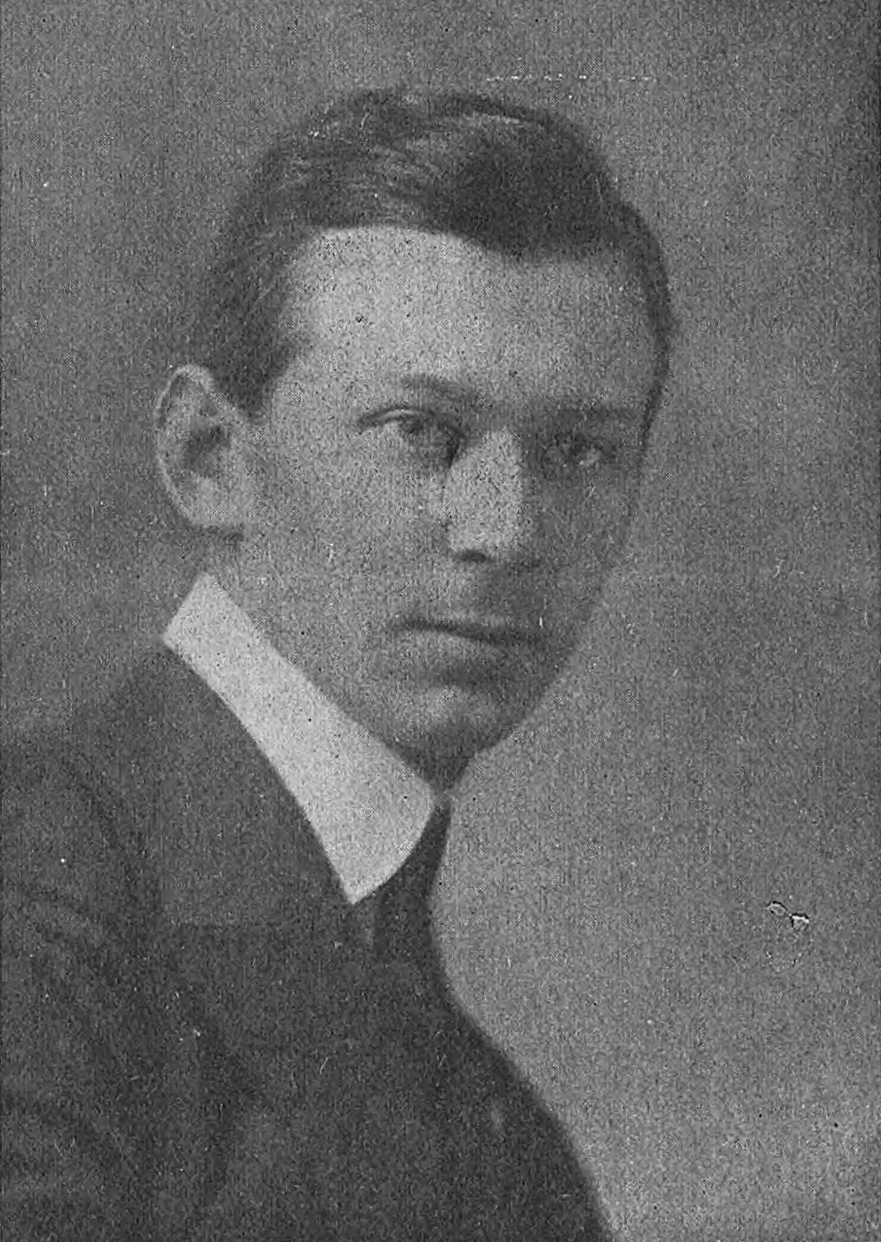
chor. rez. Wiktor Possinger (zm. 2 lutego 1915).

Galicyjski Pułk Piechoty Nr 40 (niem. Galizisches Infanterieregiment Nr. 40, IR. 40) – pułk piechoty cesarskiej i królewskiej Armii.

## Historia pułku
Pułk został utworzony w 1733 roku. Jego żołnierze rekrutowali się w Rzeszowie od 1830, zaś w latach 1857–1860 nastąpił krótki okres, w którym Rzeszów jako miejsce poboru zamieniono na Jasło.
W całej historii swoich dziejów (również wtedy, gdy szeregi pułku uzupełniano w Rzeszowie) pułk stacjonował w miejscach rozrzuconych po całej monarchii. Pododdziały szkolno-zapasowe przebywały stale nad Wisłokiem, lecz garnizon rzeszowski gościł główne siły pułku jedynie przejściowo (m.in. w latach 1881–1884 i 1888–1894).
W latach 1869–1870 pułk stacjonował w Ołomuńcu (niem. Olmütz), natomiast komenda rezerwowa i stacja okręgu uzupełnień pozostawała w Rzeszowie. W 1870 roku pułk został przeniesiony do Opawy (niem. Troppau), a w następnym roku do Krakowa. W 1878 roku pułk nadal pozostawał w Krakowie. Potem garnizonował w Rzeszowie do około 1894, a od około 1895 w Jarosławiu.
Okręg uzupełnień nr 40 Rzeszów na terytorium 10 Korpusu.
Od 1906 roku honorowym szefem pułku był generał piechoty Arthur Georg Pino von Friedenthal.
W latach 1907–1914 komenda pułku razem z 1. i 3 batalionem stacjonowała w Rzeszowie, 2 batalion w Dębicy, a 4 batalion w Nisku. Pułk wchodził w skład 3 Brygady Piechoty należącej do 2 Dywizji Piechoty.

## Kadra pułku
Komendanci pułku
- płk Karl Lauber (1869–1871 → komendant 1 Brygady Piechoty 24 Dywizji Piechoty[3])
- płk Joseph Némethy (1871[3]–1875 → komendant 1 Brygady Piechoty 17 Dywizji Piechoty)
- płk Friedrich Baumgarten (1875–1878)
- płk Franz Heinrich Büchel von Adlersklau (1878[4] – )
- płk Franz Potuczek ( – 1908)
- płk Anton Knechtl von Ostenburg (1908[7]–1911 → w dyspozycji komendanta pułku)
- płk Johann Mičan (1911–1912 → stan spoczynku)
- płk Ottokar Hauska von Zbranikov (1912–1913)
- płk Jakub Gąsiecki (1 XII 1913 – 31 XII 1914)

Oficerowie
- ppłk Hipolit Podhorodecki
- Gwido Kawiński
- Emil Medycki
- Rudolf Underka
- Franciszek Leszczyński
- Paweł Biedka
- por. rez. Stanisław Marcinek
- ppor. Stanisław Stefan Dobrzański
- ppor. rez. Władysław Warchoł
- ppor. rez. Stefan Dul
- chor. rez. Edward Wawrzycki
- starszy lekarz Karol Karowski